# Claas Relotius
Claas-Hendrik Relotius, född 15 november 1985 i Hamburg i dåvarande Västtyskland, är en tysk före detta journalist. Han är mest känd för att som prisbelönad journalist på der Spiegel ha skrivit systematiska förfalskade artiklar under flera år. Situationen uppdagades 2018 då han även blev avskedad från tidningen.
Claas Relotius växte upp i Tötensen i närheten av Hamburg som den yngre av två bröder i en familj, där fadern var vatteningenjör och modern lärare. Han utbildade sig i stats- och kulturvetenskap i Bremen och Valencia och tog också en magisterexamen vid Hamburg Media School.
Relotius karriär började som frilansande medarbetare till ett stort antal tyskspråkiga tidningar och tidskrifter, bland andra Cicero, Frankfurter Allegeimener Zeitung, Financial Times Deutschland och Die Welt. Han var från 2017 fast anställd på Der Spiegel, varifrån han avskedades i december 2018 efter att ha belagts med systematiska förfalskningar av uppgifter i sina reportage sedan flera år tillbaka.

## Priser och utmärkelser
Claas Relotius har fått ett stort antal priser och utmärkelser för sina reportage, bland andra Deutscher Reporterpreis 2013 (återtaget), 2015 (återtaget), 2016 (tillbakataget) och 2018. Han blev 2016 utsedd som årets bästa (tyskspråkiga) journalist av CNN (återtagit av juryn). 

## Bedrägeri
I december 2018 meddelade Der Spiegel att Relotius förfalskat ett stort antal reportage som tidningen publicerat, där såväl verkliga som uppdiktade personer intervjuades.
Efter konfrontation har Relotius erkänt att fjorton av hans omkring sextio publicerade artiklar i Der Spiegel helt eller delvis har diktats upp.